# Rivière Villeneuve
Rivière Villeneuve är ett vattendrag i Kanada.   Det ligger i provinsen Québec, i den östra delen av landet, 500 km nordost om huvudstaden Ottawa.
I omgivningarna runt Rivière Villeneuve växer i huvudsak blandskog. Runt Rivière Villeneuve är det mycket glesbefolkat, med 4 invånare per kvadratkilometer.